# (5260) Philvéron
5260 Philveron (1989 RH) – planetoida z pasa głównego asteroid okrążająca Słońce w ciągu 4,2 lat w średniej odległości 2,6 j.a. Odkryta 2 września 1989 roku.